# Henry Mwandumba
Henry Charles Mwandumba est un médecin malawite, professeur de médecine et directeur adjoint du programme de recherche Malawi-Liverpool-Wellcome du Malawi Liverpool Wellcome Trust. Il travaille sur le phagosome de la tuberculose au Collège de médecine de l'Université du Malawi et il est président de la Fédération des sociétés africaines d' immunologie. En 2019, Mwandumba a reçu le prix Afrique de la Royal Society.

## Formation
Mwandumba a étudié la médecine à l'Université du Zimbabwe et a obtenu un bachelor en médecine et en chirurgie en 1990. Il s'est spécialisé dans la médecine générale et les maladies infectieuses à Liverpool.

## Recherche et carrière
Mwandumba est basé à Blantyre au Malawi. Il travaille avec le Wellcome Trust et la Liverpool School of Tropical Medicine (en). Il étudie l'impact du VIH et des infections pulmonaires concomitantes, dont Mycobacterium tuberculosis, sur l'immunité pulmonaire innée. En Afrique subsaharienne, 80 % des patients tuberculeux (TB) sont co-infectés par le VIH, et la TB est la principale cause de décès chez les patients séropositifs. La probabilité accrue de souffrir de tuberculose en même temps que le VIH implique que le VIH modifie l'environnement immunitaire des poumons. Mwandumba cherche à mieux comprendre les mécanismes de susceptibilité et de résistance à la tuberculose dans le but de réduire l'incidence de la tuberculose associée au VIH. Il est également impliqué dans le développement de nouvelles thérapies pour la tuberculose,. Les patients qui suivent un traitement antirétroviral (ART), un traitement courant contre le VIH, sont entre 5 et 10 fois plus susceptibles de souffrir également de la tuberculose]que les patients non séropositifs. Mwanduma a démontré que les lymphocytes T CD4+ (en) seuls ne déterminent pas le risque de développer la tuberculose. Il a montré qu'il faut quatre ans de traitement antirétroviral avant que les patients séropositifs n'obtiennent la même réponse immunitaire spécifique à la tuberculose que les patients non tuberculeux.
En particulier, Mwandumba s'intéresse à l'impact des agents pathogènes de la tuberculose sur la fonction innée des macrophages alvéolaires. Les macrophages alvéolaires sont des cellules immunitaires différenciées qui existent à la surface du tissu alvéolaire et sont impliquées dans l'immunité contre les maladies respiratoires. Ils existent sous deux formes distinctes ; petit et grand. À l'aide de la cytométrie en flux, de la microscopie et de la biologie moléculaire, Mwandumba étudie les macrophages alvéolaires et leur fonctionnement chez les patients séropositifs,. Il a été le premier à démontrer que Mycobacterium TB arrêtait la progression du système endosomal – lysosomal ; ce qui implique que les poumons des patients qui souffrent à la fois de la tuberculose et du VIH sont pauvres en cytokines antimicrobiennes. Mwandumba utilise l'hybridation in situ par fluorescence pour surveiller les macrophages alvéolaires infectés par le VIH, ce qui implique des sondes fluorescentes qui se lient à l'ARN lié au VIH. Il a montré que les petits macrophages alvéolaires sont plus susceptibles d'être infectés par le VIH, ce qui implique qu'ils pourraient être des cibles utiles pour améliorer l'immunité pulmonaire.
Il est également impliqué dans des travaux visant à améliorer le diagnostic et le traitement des patients en Afrique subsaharienne atteints de toux chronique. En 2015, Mwandumba était un universitaire distingué à l'Université Cornell, où il a prononcé une conférence publique sur les soins de santé au Malawi. Il travaille comme consultant honoraire au Queen Elizabeth Central hospital au Malawi ainsi qu'au Royal Liverpool University Hospital (en). Mwandumba a été impliqué dans le programme du Royal College of Physicians, le Malawi-Liverpool-Wellcome Physicians for Africa. En 2017, Mwandumba a reçu un prix du Leader africain du Conseil de la recherche médicale. En 2018, il a été nommé directeur adjoint du programme de recherche Malawi-Liverpool-Wellcome Trust (MLW), où il dirige le groupe d'immunologie muqueuse. Depuis novembre 2019, Mwandumba est président de la Fédération des sociétés africaines d'immunologie.
En 2019, Mwandumba a reçu le prix Afrique de la Royal Society.